# Pustinjak
Pustinjak je čovjek koji se iz vjerskih razloga duhovno i materijalno odvojio od svijeta, da bi živio u osamljenom, pustinjskom mjestu.
Pustinjaci su se još nazivali i eremiti (grč. ἔρημος, pustinja), anahoreti (grč. ἀναχωρέω, povući se, uzmicati) ili monasi (grč. μόνος, sam, osamljen), premda će pojedini od ovih naziva kroz povijest dobiti i određenija značenja. Tako će monah biti općeniti naziv za sve osobe koje se posvećuju Bogu te žive, bilo na osamljenim mjestima, bilo u nekm strožem obliku zajedničkoga života (cenobiti), dok će riječ anahoret označavati upravo čovjeka koji se povlači u potpunu osamu.
Prvi pustinjaci pojavili su se u kršćanstvu početkom 4. stoljeća, kad su prestali progoni kršćana, pa su mnogi od njih tražili način kako pokazati svoju vjernost Bogu, što su je dotada mogli pokazati mučeništvom. Pustinjaštvo se razvilo najprije u egipatskoj i sinajskoj pustinji, a najpoznatiji pustinjak bio je sveti Antun Pustinjak. Iz Egipta, pustinjaštvo se proširilo najprije na područje Judejske pustinje, gdje je uspostavljeno nekoliko središta pustinjačkoga života, a potom i cijelim Bliskim istokom odakle dolazi i na Zapad.
Kroz povijest u Katoličkoj Crkvi razvilo se više pustinjačkih redova, a najpoznatiji su kartuzijanci i kamaldolezi. Pustinjačko pravilo imaju i pavlini, premda su s vremenom razvili oblik života u zajednici. Danas je pustinjaštvo opet u porastu, kako u monaškim zajednicama tako i u individualnom obliku. Ponovno se ljudi odlučuju na samotnički život, uz rubove šuma, u malim kolibama, starim župnim kućama, udaljenim crkvama i slično. Od 1983. godine katolička Crkva ponovno omogućuje svojim vjernicima odabrati takav oblik života, što potvrđuje kanon 603. u kanonskom pravu gdje pojedinci polažu svoje zavjete lokalnom biskupu. Postoji i pustinjaštvo u gradovima gdje pustinjaci žive samotničkim životom u svojim stanovima, a na zajedničku molitvu se okupljaju u gradskim crkvama.

## Pustinjaci
- Pavao iz Tebe